# 夕張市
夕張市（日语：／ Yūbari shi */?）是位于日本北海道中部空知綜合振興局的市。轄區地處夕張山地的南端，主要市區位於西部的河谷及南部的夕張川沿岸。夕張市過去因石狩煤礦而繁榮，其人口數在1960年曾高達11萬6000多人。但之後煤礦產業的衰退使當地的人口開始減少。截至2025年4月，夕張市的人口數為6056人，為全日本總人口數第二少的市，僅多於同樣因煤礦產業而沒落的歌志內市。
夕張市自1980年因為煤礦產業移出後留下來的相關設施而造成嚴重的財政負擔，並在2007年3月6日被日本政府列為「財政再生團體」。當地現時透過生產夕張甜瓜、舉辦夕張國際奇幻電影節等方式來振興市內的觀光產業。
市名源自於阿伊努語的「yu-paro」或「i-par」，意指礦泉湧出的地方和出口。

## 人口
| 夕張市人口分布圖 |                                               |  |
| 夕張市與日本全國年齡別人口分布比較圖 （2005年資料） | 夕張市的年齡、男女別人口分布圖 （2005年資料） |  |
| ■紫色是夕張市 ■綠色是全国 | ■藍色是男性 ■紅色是女性                       |  |
| 夕張市人口變化 \| 1970年 \| 69,871人 \| \| \| 1975年 \| 50,131人 \| \| \| 1980年 \| 41,715人 \| \| \| 1985年 \| 31,665人 \| \| \| 1990年 \| 20,969人 \| \| \| 1995年 \| 17,116人 \| \| \| 2000年 \| 14,791人 \| \| \| 2005年 \| 13,001人 \| \| \| 2010年 \| 10,925人 \| \| \| 2015年 \| 8,843人 \| \| \| 2020年 \| 7,334人 \| \| |                                               |  |
| 資料來源：日本總務省統計中心提供之人口普查數據 |                                               |  |
| 1970年 | 69,871人                                      |  |
| 1975年 | 50,131人                                      |  |
| 1980年 | 41,715人                                      |  |
| 1985年 | 31,665人                                      |  |
| 1990年 | 20,969人                                      |  |
| 1995年 | 17,116人                                      |  |
| 2000年 | 14,791人                                      |  |
| 2005年 | 13,001人                                      |  |
| 2010年 | 10,925人                                      |  |
| 2015年 | 8,843人                                       |  |
| 2020年 | 7,334人                                       |  |

## 歷史
1874年由北海道開拓使聘僱的美國地質學學者班傑明·史密司·萊曼所率領的調查隊來到夕張川上游進行首次的煤礦探勘並確認本地擁有煤礦資源，以及1888年日本工程師坂市太郎在此發現了露天煤礦之後，煤礦成為帶動夕張地區發展的主要產業。
1890年在本地正式設立登川村，並開始招募移民進入開墾，1892年正式開始開採煤礦，北海道煤礦鐵道也完成了追分至夕張之間的鐵路（現在的石勝線）。
1893年登川村一度與角田村（現在的栗山町）、長沼村（現在的長沼町）一起被併入由仁村（現在的由仁町），不過僅四年後在1897年7月又恢復獨立設置為登川村。
隨著人口的成長，登川村在1918年2月改制並改名為夕張町，1920年人口突破5萬人，1943年4月升格改制為夕張市，此時夕張市境內共有24個大小煤礦，人口之後也在1960年達到最高峰的116,908人。
但從1965年起，各個煤礦逐一開始停採，使得夕張的發展開始停滯，之後雖然曾規劃以煤礦的歷史為主題來發展觀光產業，設立了包括「煤礦博物館」、「煤礦生活館」、「模擬煤礦」等重現夕張過去歷史和生活的觀光設施，但依然無法重振繁榮。
現在則利用本地氣候的溫差生產蜜瓜，建立夕張蜜瓜之品牌；並引入花畑牧場，舉辦夕張國際奇幻電影節來刺激觀光發展，但在2007年由於夕張市政府的破產，市政府無法繼續主辦，而成為由民間人士自行發起繼續營運的活動。

## 行政

### 歷任市長
2011年至2019年期間擔任市長的鈴木直道過去原為東京都政府衛生局的職員，2008年由於夕張市政府為了重建財政降低支出，刪減市政府職員後，被東京都政府派來支援市政業務，主要負責醫療保險業務，同時也主動協助觀光事務的推展；在原定一年的支援任務期滿後，主動延長支援時間，繼續留在夕張市協助財政重建的工作。由於這兩年期間的活躍，雖然支援任務在2010年3月結束，但2010年11月，鈴木直道決定辭去東京都政府的工作，參選夕張市市長，並於2011年4月贏得選舉，當時也以30歲的年紀成為全日本最年輕的市長；2019年為參選北海道知事，於任期中提前辭職，並成功當選北海道知事。
- 北島光盛：1947年4月上任，共三任任期。
- 橘內末吉：1959年4月上任，共三任任期。
- 吉田久：1971年4月上任，共二任任期。
- 中田鐵治（日语：中田鉄治）：1979年4月上任，共六任任期。
- 後藤健二（日语：後藤健二_(政治家)）：2003年4月上任，共一任任期。
- 藤倉肇（日语：藤倉肇）：2007年4月27日上任，共一任任期。
- 鈴木直道：2011年4月24日上任，共二任任期；於第二任任期中辭職參選北海道知事。
- 厚谷司（日语：厚谷司）：2019年4月22日上任，現為第一任任期。

## 交通
北海道旅客鐵道石勝線以東西向通過轄區南部，並在新夕張車站向北分出支線進入夕張市主要市區，但此段支線由於運量過低，北海道旅客鐵道已於2019年4月停止此段支線的營運。
除北海道旅客鐵道外，過去也曾有夕張鐵道和三菱煤礦業在此經營夕張鐵道線和大夕張鐵道線兩條鐵路路線，其中夕張鐵道線從夕張市市區往西連結至栗山町，大夕張鐵道線則是自現在的清水澤車站往東延伸進入轄內東部山區，並可再連結山區內的森林鐵道。但這些鐵路自1960年代起陸續停駛，最終在1987年後僅剩下北海道旅客鐵道所經營的鐵路路線。
其中夕張鐵道停止經營鐵路後，則以經營巴士客運為主，目前以「夕張巴士」的品牌經營夕張市內的客運路線及往返札幌市的長途客運。此外北海道中央巴士也有經營夕張往返札幌市和岩見澤市的長途路線。
由於地理位置的因素，道東自動車道以與石勝線相近的路線通過轄區南部，並在新夕張車站附近設有夕張交流道。

### 鐵路
- 北海道旅客鐵道
  - 石勝線：（←栗山町） - 瀧之上信號場 - 十三里信號場 - 新夕張車站 - 楓號誌站 - （鵡川町→）
    - 夕張支線（已於2019年停駛）：新夕張車站 - 沼之澤車站 - 南清水澤車站 - 清水澤車站 - 鹿之谷車站 - 夕張車站
- 夕張鐵道（日语：夕張鐵道）
  - 夕張鐵道線（日语：北海道炭礦汽船夕張鉄道線）（已於1975年停駛）：（←栗山町） - 錦澤車站（日语：錦沢駅） - 平和車站（日语：平和駅_(北海道夕張市)） - 礦業所前車站（日语：礦業所前駅） - 夕製前車站（日语：夕製前駅） - 若菜車站（日语：若菜駅） - 營林署前車站（日语：営林署前駅） - 鹿之谷車站 - 末廣車站（日语：末広駅 (北海道)） - 夕張本町車站（日语：夕張本町駅）
- 三菱煤礦業（日语：三菱石炭鉱業）
  - 大夕張鐵道線（日语：三菱石炭鉱業大夕張鉄道線）（已於1987年停駛）：清水澤車站 - 新清水澤車站（日语：新清水沢駅） - 遠幌車站（日语：遠幌駅） - 南大夕張車站（日语：南大夕張駅） - 農場前車站（日语：農場前駅） - Shupero湖車站（日语：シューパロ湖駅） - 明石町車站（日语：明石町駅） - 千年町車站（日语：千年町駅） - 大夕張車站（日语：大夕張駅） - 大夕張煤礦山車站（日语：大夕張炭山駅）

|  |  |  |

### 道路
| 高速道路 - 道東自動車道：（栗山町） - 夕張交流道 - （鵡川町） 一般國道 - 國道274號 - 國道452號 | 主要地方道 - 北海道道3號札幌夕張線 - 北海道道38號夕張岩見澤線 - 北海道道136號夕張新得線 道道 - 北海道道750號真谷地沼之澤停車場線 - 北海道道1008號夕張長沼線 - 北海道道1065號夕張厚真線 |

## 教育
過去夕張市境內曾經有6間高中、10間中學校、27間小學校，但隨著人口減少，學校亦隨之裁撤，目前全市的高中、中學、小學都僅剩下一間，包括北海道夕張高等學校、夕張中學校和夕張小學校。此外，尚有一間特殊學校：北海道夕張高等養護學校。
而夕張市也利用1988年與東海大學合作，由東海大學在此設立了夕張生物試験農場。

## 姊妹、友好都市

### 海外
- 撫順市（中華人民共和國 遼寧省）：於1982年4月締結友好都市。

## 本地出身之名人
- 有江幹男：前北海道大學校長
- 大橋純子：歌手
- 小杉泰：中東研究學者
- 佐佐木讓：作家
- 後藤健二（日语：後藤健二_(政治家)）：前夕張市長
- 高秀秀信：前橫濱市長
- 垂木勉：演員、配音員、解說員
- 柄刀一：作家
- 中田鐵治：前夕張市長
- 坊屋三郎：喜劇演員
- 堀田あきお：漫畫家
- 本間文子：演員
- 三澤光晴：職業摔角選手

## 外部連結
- 夕張觀光協會 （页面存档备份，存于）（日語）
- 夕張市農業協同組合 （页面存档备份，存于）（日語）
- 2008夕張國際幻想電影祭 （页面存档备份，存于）（日語）